# Міланський трамвай
Міла́нський трамва́й — діюча трамвайна мережа в італійському місті Мілан, керована «Агенцією міланського транспорту» (італ. Azienda Trasporti Milanesi). Працює з 1881 року; станом на 2017 рік довжина колій системи міланського трамваю складала 180,3 км, що робило її однією з найбільших за цим показником мереж у світі.

## Історія

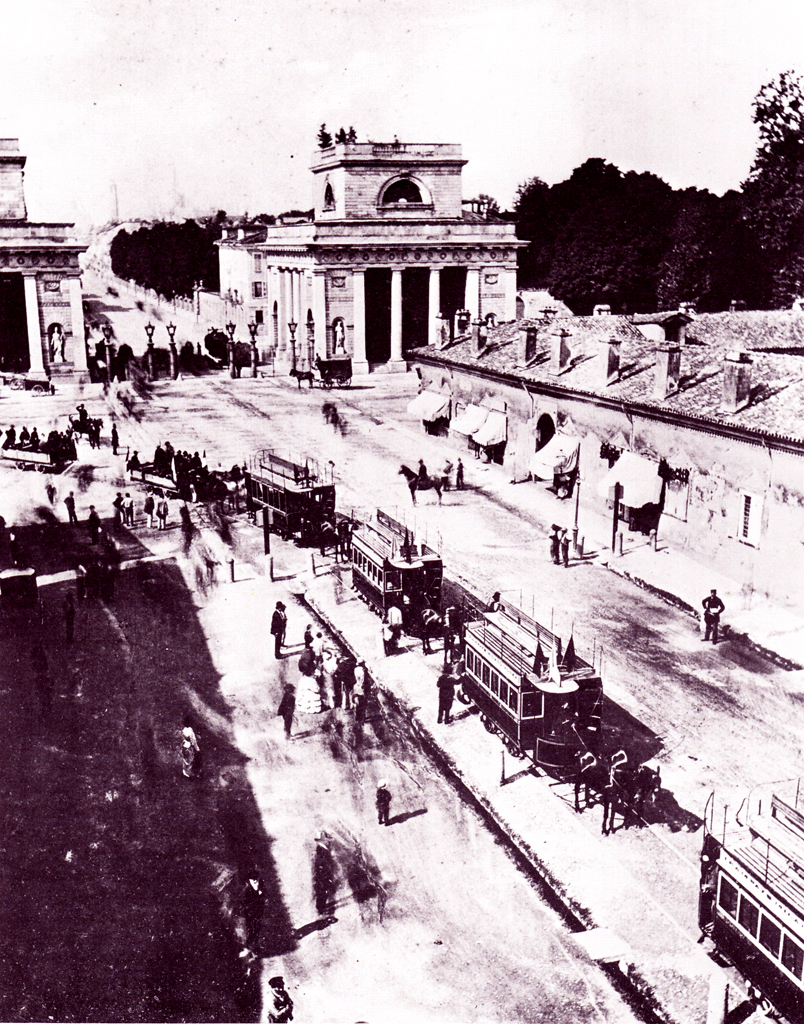
Відкриття лінії Мілан — Монца, 1876 рік.

Першою трамвайною лінією у Мілані стала конка до Монци, щоправда, кінцева зупинка була за межами тодішнього міста, біля Венеційських воріт. Невдовзі мерія дозволила продовжити колію до площі Святого Вавили вже у межах міста. У подальшому нові трамвайні лінії прокладали від площі, де стоїть Міланський собор, до міських стін.
1892 року місцева фірма «Едісон» запропонувала проєкт електрифікації міського трамваю. Спочатку було електрифіковано пробний маршрут, наступного року роботи продовжили. 1901-го року процес було завершено повністю.
1910-го року міланські трамвайні маршрути отримали номери (від 1 до 30).
У повоєнні роки трамвайну мережу міста і околиць кілька разів переформатовували. Поява у Мілані тролейбусів (котрі обслуговували головним чином околиці міста) не завдала шкоди трамваям, проте зростання кількості приватних автомобілів призвело до того, що спільну кінцеву на Соборній площі вирішили демонтувати, а замість неї створити кілька кінцевих зупинок у центрі міста.
Суттєво вплинув на стан трамваю метрополітен: генплан 1953-го року взагалі передбачав повний демонтаж наземних колій в історичних кварталах, що спричинило масштабну «оптимізацію» трамвайної мережі у центрі, тоді ж було знято рейки на головних магістралях міста. Трамвайні маршрути, які відтепер дублювали метро, було замінено автобусами. Ними ж згодом замінили усі скасовані заміські лінії (на сьогодні зберігся лише маршрут №179).
З 1994 починається відродження трамваїв у місті: Мілан почав купувати нові трамваї замість масово списаного у 1960-х та 1970-х роках рухомого складу, будувати нові (за стандартами швидкісного трамваю) та відновлювати старі лінії.
У вересні 2020 року місто уклало контракт на 80 одиниць нового рухомого складу з компанією Штадлер.

## Тарифи
Разовий квиток на 90 хвилин коштує 2 євро; діють проїздні, котрі залежать від типу маршруту (міський/приміський), кілометражу (діє тарифне зонування) та терміну дії.

## Маршрути
Станом на 2022 рік у місті налічується 17 регулярних трамвайних маршрутів.
| №  | Маршрут                                 | №  | Маршрут                                 |
| -- | --------------------------------------- | -- | --------------------------------------- |
| 1  | мкрн. Греко — мкрн. Розеріо             | 14 | Цвинтар Маджоре — мкрн. Лорентеджо      |
| 2  | пл. Баусана — пл. Негреллі              | 15 | Міланський собор — Роццано              |
| 3  | Міланський собор — мкрн. Гратосольо     | 16 | стадіон «Сан-Сіро» — вул. Монте-Веліно  |
| 4  | пл. Кастелло — мкрн. Нігуарда           | 19 | Мілан-Ламбрате — пл. Кастеллі           |
| 5  | мкрн. Ортіка — Госпіталь Нігуарда       | 24 | пл. Фонтана — мкрн. Віджентіно          |
| 7  | пл. Лагоста — мкрн. Прекотто            | 27 | пл. Фонтана — Угорський просп.          |
| 9  | Мілан-Центральний — Мілан-Порта-Дженова | 31 | мкрн. Бікокка — вул 1-го Травня         |
| 10 | Лунійський проспект — пл. 24-го Травня  | 33 | пл. Лагоста — просп. Пам'яті у Ламбрате |
| 12 | мкрн. Розеріо — Молізький просп.        |    |                                         |